# Paulinów (województwo śląskie)
Paulinów – wieś w Polsce położona w województwie śląskim, w powiecie częstochowskim, w gminie Lelów.
W latach 1975–1998 miejscowość położona była w województwie częstochowskim.